# Gronings Ontzet

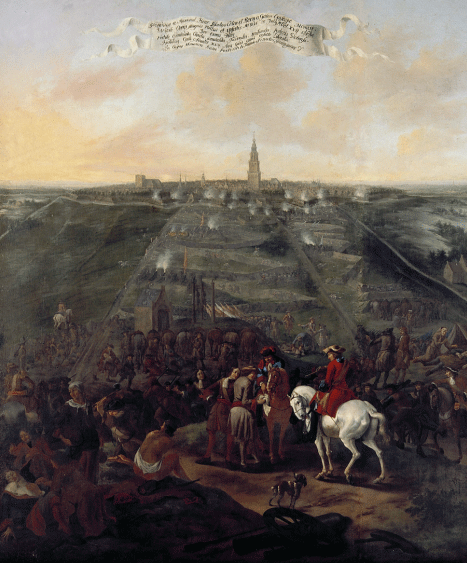
Folkert Bock: ’’Het beleg van Groningen in 1672’’ (Die Belagerung Groningens 1672)

Mit dem lokalen Festtag namens Gronings Ontzet (deutsch Groninger Entsatz) wird in der niederländischen Provinzhauptstadt Groningen alljährlich die Überwindung der im sogenannten Rampjaar 1672 stattgefundenen Belagerung durch Christoph Bernhard von Galen, Fürstbischof des Hochstifts Münster gefeiert. 
Der Bischof wurde und wird im Volksmund wegen des häufigen Einsatzes von durch Kanonen abgeschossenen Bomben auch Bommen Berend („Kanonenbernhard“) genannt. Diese waren zu der Zeit die modernste Waffe, wodurch erheblicher Schaden innerhalb der Stadtmauern angerichtet wurde. Am 28. August des Jahres 1672, kaum einen Monat nach Beginn der Belagerung, gab der Fürstbischof seinen Truppen den Auftrag, sich zurückzuziehen.

## Historischer Kontext
Von Galen erhob als Fürstbischof des Hochstifts Münster Anspruch auf die Gebiete in und um Groningen. Das Bistum Groningen war 1559 aus Gebieten der Bistümer Münster und Utrecht gegründet worden. Auch die Ommelande (deutsch: das Umland), bestehend aus den Landstrichen Hunsingo, Fivelgo und Westerkwartier, war bis zur Auflösung des Bistums Groningen 1595 (Reductie van Groningen) kirchliche Besitzung des Bistums Münster. Westerwolde, der östlichste Teil der Provinz Groningen, war bis Ende des 16. Jahrhunderts eine selbstständige Herrlichkeit des Heiligen Römischen Reichs, bis sie 1619 von der Stadt Groningen gekauft wurde. Die junge Niederländische Republik wurde Anfang 1672 von allen Seiten angegriffen, Karl II. von England griff die niederländische Flotte an und Ludwig XIV. von Frankreich stand mit einem großen Heer im Land. Von Galen sah eine Chance, den ungeschützten Norden anzugreifen und seine Ansprüche durchzusetzen.

## Vorgeschichte
Bereits 1665 war der Fürstbischof von Münster in Westerwolde eingefallen. In den Grenzdörfern Walchum, Dersum und Heede wurden die Münsteraner Soldaten stationiert. Da die Armeeführung über die tückische und morastige Landschaft des Bourtanger Moores informiert war und die niederländische Militärtaktik der Inundierung, das „unter Wasser setzen“ dieser Gebiete, kannte, dachte sie sich eine List aus, um an das Dorf Westerwolde zu gelangen. Über den Hasseberg, vermutlich in Richtung Sellingen, legten sie einen mehrere Kilometer langen, künstlichen Weg durch das sumpfige Gebiet an. Sie benutzten dafür Reisig, Scheunentore, Pfosten und allerlei anderes Material. Anstatt weiter zu ziehen zu den Festungen Bourtange, Winschoten und die Wedderburg, schlugen sie im Dorf Jipsinghuizen und um die natürliche Anhöhe „de Spinberg“ ihr Lager auf. Eine – den Erzählungen nach – kleine Garnison aus Bourtange konnte jedoch die überrumpelten münsteraner Truppen fortjagen, sodass diese Hals über Kopf durch den Morast flüchten mussten. Danach zerstörten die Bourtanger Soldaten den Weg, indem sie ihn niederbrannten.
Dass dieser Sieg errungen werden konnte, war auch dem Küster Willem Maartensz aus Vriescheloo zu verdanken. So soll er bei der Ankunft der Garnison in Jipsinghuizen auf seiner Trompete das niederländische Nationallied Het Wilhelmus dermaßen laut gespielt haben, dass die Münsteraner sich durch ein ganzes Regiment niederländischer Truppen eingekesselt wähnten. Da sie bei der Flucht auch ihre Waffen zurückließen, war es für Bommen Berend eine schmerzliche Niederlage. Die Legende erzählt auch, dass Maartensz eine hohe Belohnung für sein Auftreten erhielt. So soll er die Erlaubnis erhalten haben, den später Staakenborgh genannten, und bis heute erhaltenen Bauernhof zu errichten.
Das militärische Aufeinandertreffen am Spinberg ist auch bekannt als de Slag bij Jipsinghuizen („Die Schlacht bei Jipsinghuizen“). Straßennamen wie Heidenslegerweg und der Bisschopskerkhof erinnern daran.

## Der Aufmarsch gegen die Festungsstadt Groningen
Im Jahre 1672, nachdem bereits die Städte und Festungen in Twente, Salland und am Kopf von Overijssel eingenommen worden waren, zog die Armee des Bischofs über Bad Bentheim zur Festung Coevorden, welche ab dem 7. Juli belagert wurde. Nach einigen Tagen Streit gab die Stadt auf, woraufhin die Soldaten in Richtung der Festung Bourtagne weiterzogen. Dort war inzwischen schon Panik ausgebrochen, da die gerade durch die bischöflichen Truppen geplünderte Festung Coevorden als uneinnehmbar gegolten hatte. In den damaligen Zeiten lag die Verteidigung der Festungen oft in den Händen der Bürgermeistersöhne, anstelle in denen von erfahrenen Militärs. So ging der Fürstbischof, sobald er merkte, dass er nicht durch Kanonenkugeln gewinnen konnte, dazu über, die Städte durch Geld und Gold einzunehmen.
Die Festung Bourtange stand aber unter der Leitung des fähigen Hauptmanns Bernard Johan Prott. Am 11. Juli forderte der Münsteraner Oberbefehlshaber Heinrich Martel im Namen des Bischofs die Festung auf, sich zu ergeben. Hauptmann Prott und seine Garnison weigerten sich. Daraufhin ließ Martel wissen, dass bei der Übergabe der Festung auch „ordentliche Bedingungen“ zu besprechen seien, gemeint waren 200.000 Gulden für Prott und seine Offiziere und, wenn das nicht genug sei, ein großes Adelsgut in Westfalen. Prott weigerte sich und ließ den Bischof wissen, dass in der Festung 200.000 Kugeln auf ihn warteten, sollte er die Belagerung nicht aufgeben. Nach einigen Tagen Beschuss der Festung, merkte der Fürstbischof, dass er Bourtange nicht einnehmen würde. Mit einiger Mühe musste er die Festung umgehen. Die Münsteraner konnten danach aber die Weddeburg und den Ort Winschoten einnehmen.
Die Verwaltung von Drenthe hatte inzwischen in Groningen Unterschlupf gesucht und gefunden. Der Drost aus Drenthe, Van Bernsaw, war allerdings nicht darunter. Er meinte einen größeren Vorteil durch Kollaboration mit dem Fürstbischof zu erlangen und war nach Kampen geflüchtet. Daraufhin ernannten die Drentener Carl von Rabenhaupt zum neuen Drost. Rabenhaupt war auch von der niederländischen Republik als Heereskommandant zur Verteidigung der Stadt Groningen verpflichtet worden.
Um in Richtung der Stadt Groningen zu gelangen, war das Heer des Fürstbischofs aufgrund des Geländes gezwungen, sich entlang des Hondsrug zu bewegen, über einen jahrhundertealten Heeresweg der von Groningen bis ins westfälische Hinterland führte. Die umliegenden Gebiete um die Stadt bestanden aus niedriggelegenen Moorgebieten und die Drentener Bachtäler waren auf Anweisung Rabenhaupts geflutet worden. Sein Hauptquartier richtete er in einem Fort in der Nähe von Deurze ein.

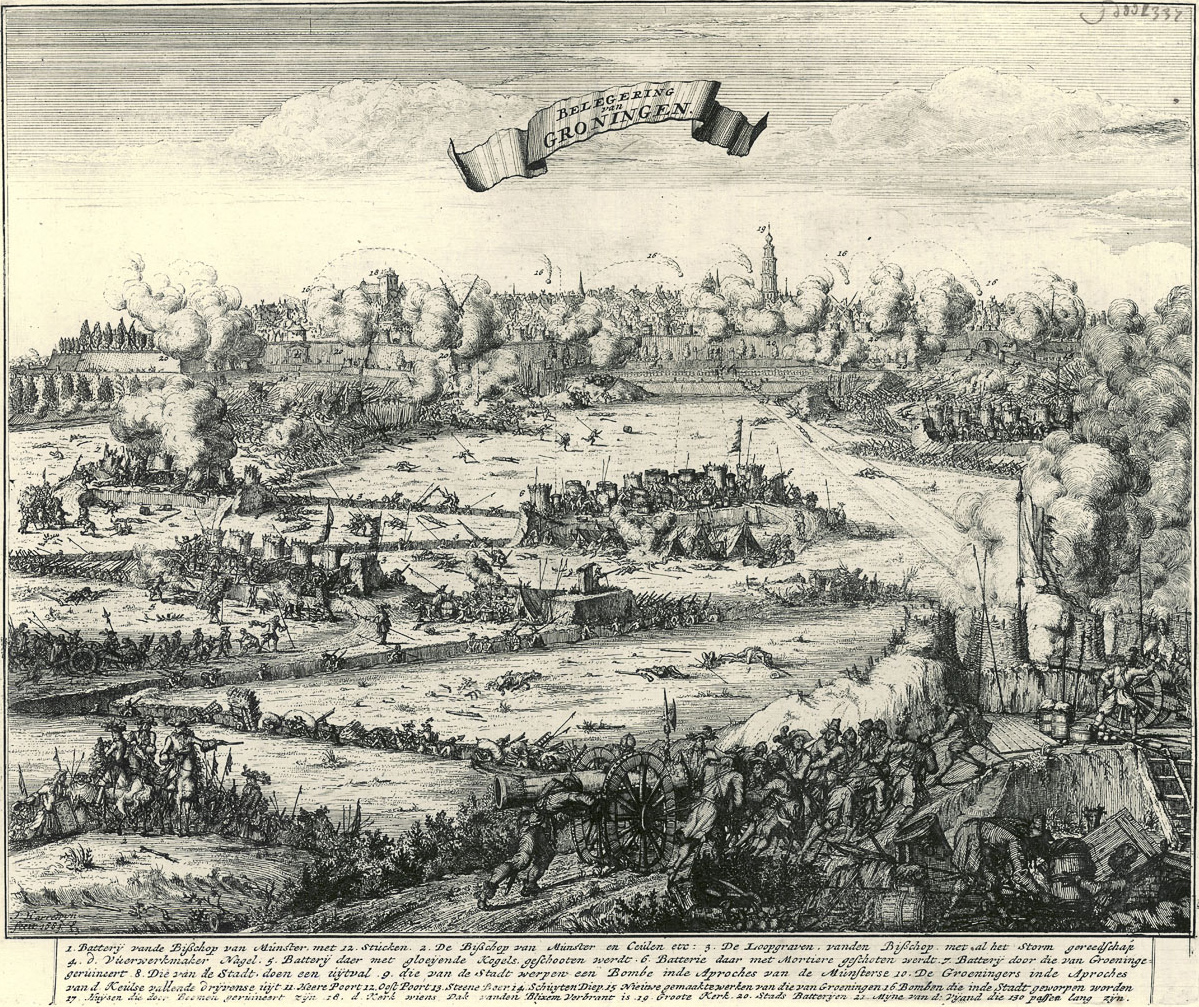
Jacobus Harrewijn: Die Belagerung Groningens.

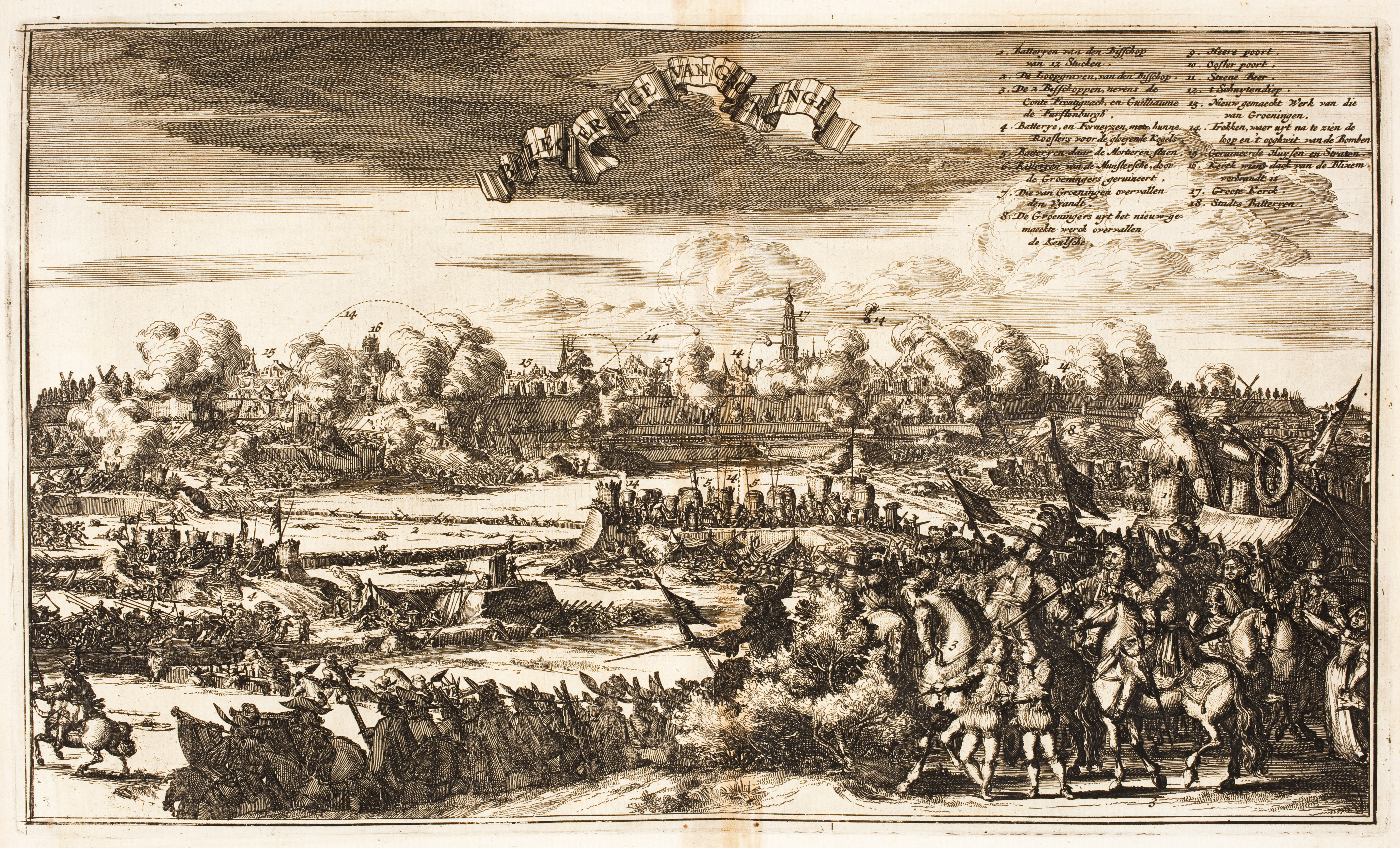
Die Belagerung Groningens. Lambert van den Bos: Schauplatz des Krieges

## Die Belagerung Groningens
Die Truppen des Bischofs trafen am 18. Juli 1672 vor Groningen ein, am 21. Juli begann die Belagerung. Die Verteidiger wurden durch eine große Anzahl von geflüchteten Drentenern unterstützt. Die Region hatte sehr zu leiden, das umliegende Land wurde von den Truppen des Bischofs geplündert. Den Ausschlag für die endgültige Entscheidung, die Belagerung aufzugeben, lag in dem Fakt begründet, dass sein Bundesgenosse, Maximilian Heinrich von Bayern, Kurfürst und Erzbischof von Köln, bei dem Örtchen Nienhuis eine Niederlage erlitten hatte und seine eigenen Truppen bei Nordhorn zurückgeschlagen wurden, wodurch seine Rückendeckung in Gefahr geriet. Darüber hinaus hatte es der Bischof versäumt, den Nachschub für die Stadt zu unterbinden. Er näherte sich der Stadt vom Süden her, aber über die Nordseite blieb die Stadt weiterhin erreichbar. Die Eroberung der Stadt im Jahre 1594 war vor allem deshalb gelungen, weil sie zu der Zeit vollkommen eingeschlossen worden war. Die Bomben von „Bommen Berend“ erreichten vor allem die Südseite der Stadt, wohingegen der nördliche Teil nicht von seiner Artillerie erreicht werden konnte. Die neue angelegte Stadtmauer bewies somit ihren Wert. Am 28. August sah sich von Galen genötigt mit mindestens der Hälfte seiner 24.000 Mann starken Armee abzurücken. Am 29. Dezember kam dann die Festung Coevorden wieder in städtische Hände. Hierbei nutzte Rabenhaupt dankbar die Hilfe von Meindert van der Thijnen, der Karten von Coevoerden nach Groningen schmuggelte.
Der Groninger Prunksieg war für Joost van den Vondel ein Grund Lobgesänge anzustimmen und für Den Haag ein Lichtblick in diesem düsteren Katastrophenjahr, über das der Volksmund sagt: Het volk was redeloos, de regering radeloos, en het land reddeloos („Das Volk war töricht, die Regierung ratlos und das Land rettungslos (verloren)“). Die Engländer wurden durch die niederländische Flotte vom Meer gefegt, das französische Herr strandete an der Holländischen Wasserlinie und das Kölner Heer lief sich im Groninger Morast fest.

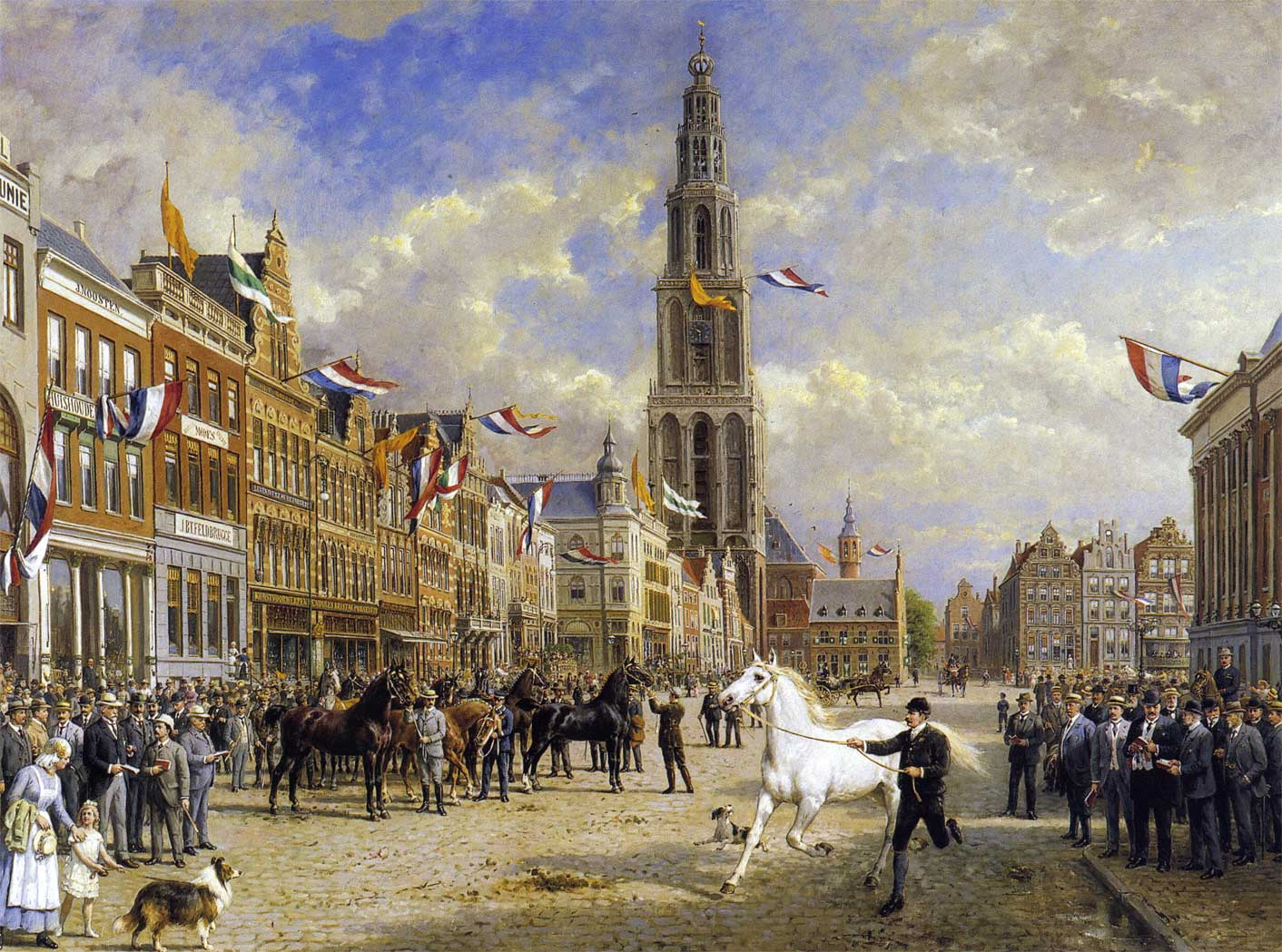
Otto Eerelman: De Paardekeuring, (Die Pferdemusterung) 1920

## Festivitäten
Das Fest wird seit 1700, nach der Einführung des Gregorianischen Kalenders, am 28. August gefeiert. Die öffentlichen Einrichtungen und viele Betriebe bleiben an diesem Tag geschlossen. Wenn der 28. August eines Jahres auf einen Sonntag fällt, wird der Feiertag bereits am 27. August begangen. Der Tag ist seit dieser Zeit der wichtigste Feiertag für die Stadt und das Umland mit einer großen Anzahl von Festivitäten, einer Kirmes, einem großen Feuerwerk und einem Musikevent auf der Trabrennbahn. Seit dem Aufkommen der Pferdezucht unter reichen Groninger Bauern im 17. und 18. Jahrhundert, spielen Pferde eine wichtige Rolle bei den Feierlichkeiten. So gibt es Pferdewettbewerbe und Trabrennen.